# Matteo Borgorelli
Matteo Borgorelli (* okolo 1510, Porlezza, Itálie – † v dubnu 1572, Brandýs nad Labem) byl italský architekt působící na území Čech, představitel renesance. Po svém příchodu do českých zemí v roce 1540 vstoupil do služeb pánů Kunráta a Arnošta Krajíře z Krajku. Po roce 1547 pracoval na dvoře Ferdinanda I.

## Brandýs nad Labem

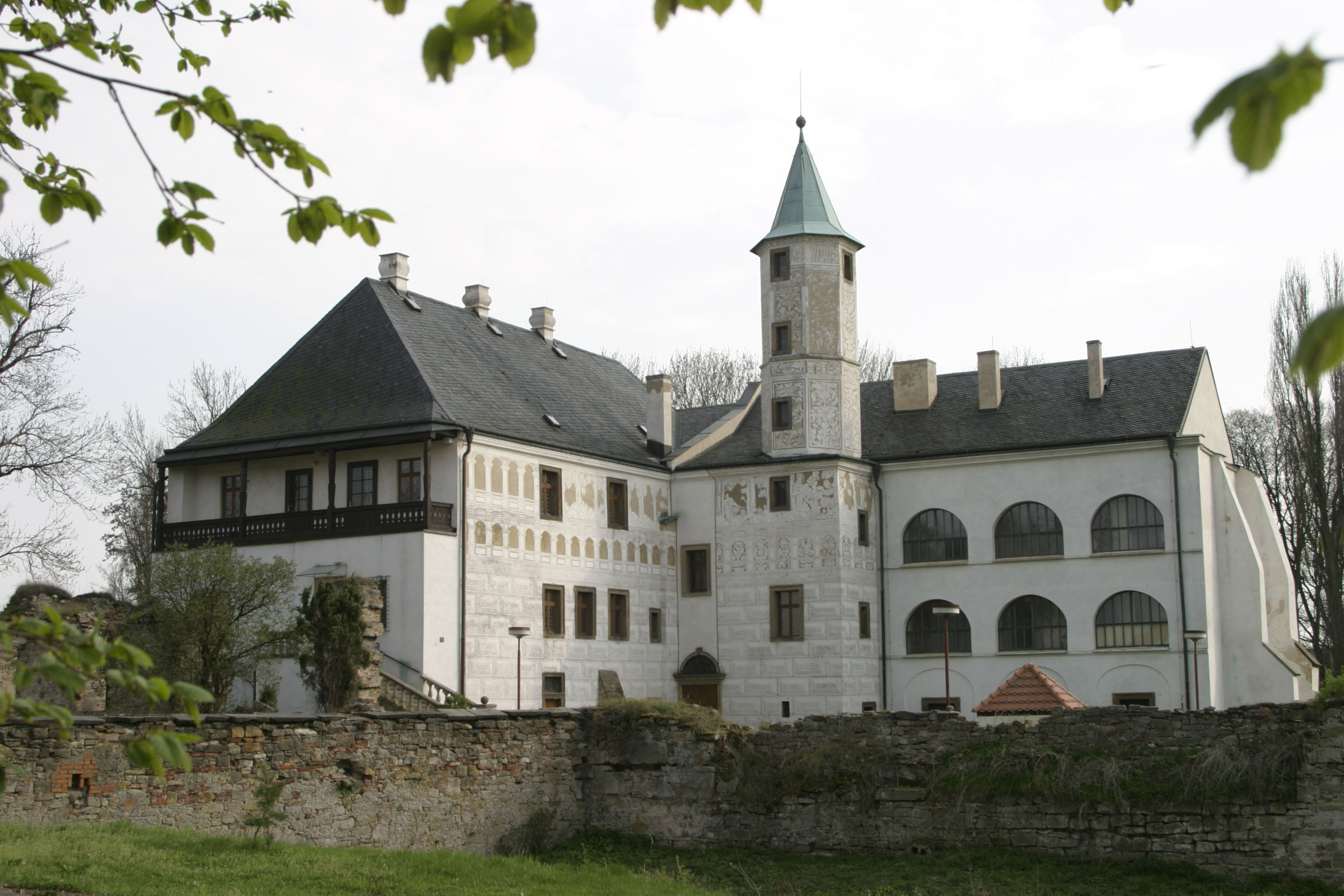
Zámek v Přerově nad Labem

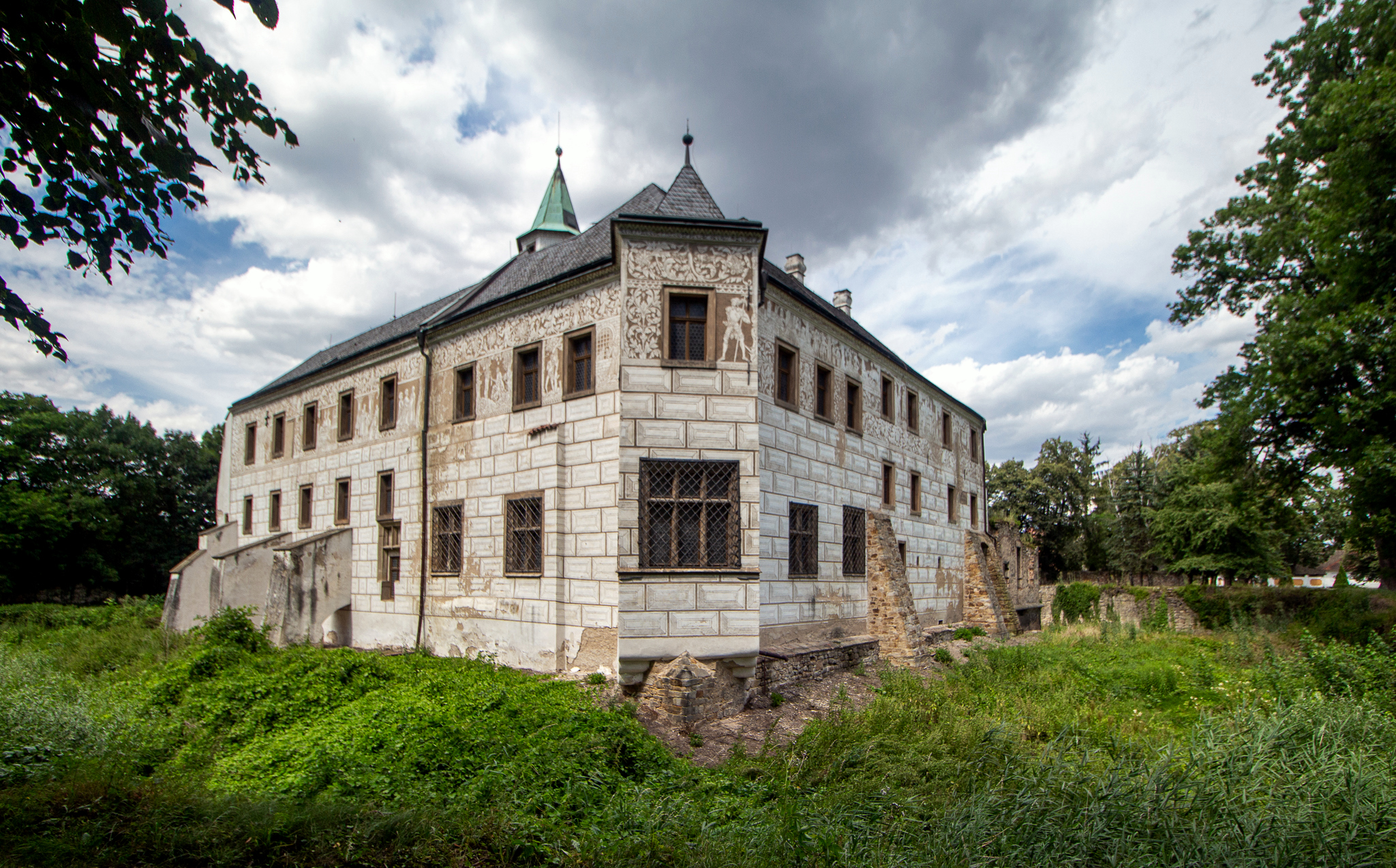
Zámek v Přerově nad Labem

Podle jeho projektu byla na zámku v Brandýse nad Labem provedena výstavba jednoho z nejstarších arkádových křídel v Čechách. Ve stejném městě vystavěl v letech 1541–1542 první volně stojící renesanční kostel ve střední Evropě (kostel Obrácení sv. Pavla), v roce 1563 přestavěl zámek v Přerově nad Labem a ve Staré Boleslavi vybudoval renesanční zátopový most.

## Mladá Boleslav
Působil i v Mladé Boleslavi, kde vytvořil Sbor českých bratří řadící se k nejstarším renesančním pseudobasilikám mimo Itálii. Připomíná slavnou minulost města v 16. století, kdy se město stalo centrem Jednoty bratrské.
Základní kámen byl položen patrně již roku 1544, na dokončení byl povolán Matteo Borgorelli, který vstoupil do služeb Kunráta Krajíře z Krajku, majitele boleslavského panství. Sbor byl dokončen o Velikonocích roku 1554. Po smrti posledního Krajíře Arnošta byl Sbor uzavřen a naposledy svému účelu sloužil od Rudolfova majestátu (1609) do Bílé hory (1620), kdy byl trvale uzavřen a přešel do správy katolické církve.
V Mladé Boleslavi byl velmi oblíben, a proto postavil několik dalších budov, jež tvoří velkou část starého města.